# Dierna
Dierna é um gênero de traça pertencente à família Arctiidae.